# Asparagus lycopodineus
Asparagus lycopodineus — вид рослин із родини холодкових (Asparagaceae).

## Біоморфологічна характеристика
Це дводомна трав'яниста рослина. Коріння зазвичай з набряклою бульбовою частиною 15–35 × 5–8 мм. Стебла прямовисні, 45–100 см, неозброєні, гладкі чи злегка смугасті, іноді вузькокрилі дистально; гілки вузькокрилі. Листова шпора коротка. Кладодії в пучках по 3, лінійні, (2)5–12 × 1–3 мм, плоскі, серединна жилка чітка. Суцвіття розвиваються після кладодій. Квіти обох статей поодинокі або в пучках по 2–4; квітконіжка 1–1.5 мм і менше. Чоловічі квітки: оцвітина біла, дзвоноподібна, 3–4 мм; тичинки нерівні. Жіночі квітки: оцвітина ≈ 2 мм. Ягода 5–6 мм у діаметрі, 2- чи 3-насінна. Період цвітіння: травень і червень; період плодоношення: липень і серпень.

## Середовище проживання
Поширений у Китаї (Ганьсу, Гуансі, Гуйчжоу, Хубей, Хунань, Шеньсі, Сичуань, Юньнань), Бутані, Індії, М'янмі.
Населяє ліси, чагарники; від 500 до 2600 метрів.